# Systaria drassiformis
Espèce
Systaria drassiformis est une espèce d'araignées aranéomorphes de la famille des Miturgidae.

## Distribution
Cette espèce est endémique de Java en Indonésie.

## Description
La femelle holotype mesure 12 mm.
Le mâle décrit par Deeleman-Reinhold en 2001 mesure 8,00 mm.

## Publication originale
- Simon, 1897 : Histoire naturelle des araignées. Paris, vol. 2, p. 1-192 (texte intégral).